# دال سنیو

سنیو

در نت‌نویسی موسیقی، دال سنیو (UK: ‎/dæl ˈsɛnjoʊ/‎، US: ‎/dɑːl ˈseɪnjoʊ/‎، ایتالیایی: [dal ˈseɲɲo]) علامتی است که برای تکرار قسمتی مشخص از قطعه، استفاده می‌شود.
این علامت به شکل حرف S با خطی در وسط آن نشان داده شده و معمولاً ابتدا و انتهای قسمتی که نیازمند تکرار است آورده می‌شود. در زبان انگلیسی گاهی این علامت سنیو خوانده می‌شود.
همچنین این علامت می‌تواند به قبل از عبارت D.S (خوانده شود: دا سنیو ، به معنای از سنیو) آمده که به معنای بازگشت از علامت دال سنیو تا D.S می‌باشد.
چنانچه در پایان قطعه نیاز به تکرار بخشی از آن باشد، می‌تواند به صورت D.S al fine (خوانده شود: دا سنیو ال فینه، به معنای از سنیو تا پایان) نیز آورده شود، که در این حالت از علامت سنیو تا کلمه fine (پایان) تکرار می‌شود.

## کدگذاری
نماد سنیو در قطعهٔ نمادهای موسیقی یونیکد با شناسهٔ U+1D10B 𝄋 musical symbol segno کدگذاری شده است.